# 藤原公世
藤原 公世（ふじわら の きんよ）は、鎌倉時代前期から中期にかけての公卿。従三位・八条実俊の二男。山階左大臣・洞院実雄の猶子。官位は非参議、従二位・侍従。『尊卑分脈』には「箏一流正統」と注記がある。
全くの傍流に過ぎなかった公世であるが、長命であったこと（生年は不明だが、叙爵から死去まで75年であった）、箏に秀でていたことなどから従二位に至ったと考えられる。

## 経歴
以下、『公卿補任』と『尊卑分脈』の内容に従って記述する。
- 嘉禄2年（1226年）1月5日、叙爵。
- 文暦2年（1235年）9月10日、侍従に任ぜられる。
- 嘉禎4年（1238年）1月22日、復任。
- 暦仁2年（1239年）1月5日、従五位上に昇叙[2]。
- 仁治3年（1242年）3月15日、正五位下に昇叙[3]。
- 寛元4年（1246年）3月8日、従四位下に昇叙[4]。
- 建長6年（1254年）12月17日、右少将に任ぜられる。
- 建長7年（1255年）2月13日、相模介を兼ねる。
- 建長8年（1256年）1月6日、従四位上に昇叙。
- 正嘉3年（1259年）1月21日、正四位下に昇叙[5]。
- 文応元年（1260年）4月26日、左馬頭に任ぜられる。
- 弘長元年（1261年）9月26日、左中将に転任。
- 文永2年（1265年）11月8日、左中将を辞した。
- 弘安6年（1283年）4月5日、従三位に叙せられる。7月20日、侍従に任ぜられる。
- 弘安10年（1287年）1月13日、周防権守を兼ねる。
- 正応3年（1290年）1月5日、正三位に昇叙。
- 永仁元年（1293年）9月12日、従二位に昇叙。
- 正安3年（1301年）4月6日、薨去。

## 『徒然草』第45段
公世の名は『徒然草』第45段に現れる。この段の内容は公世本人に関するものではないが、昇進が非常に遅かった公世が晩年に長く非参議従二位侍従であったことから、「公世の二位」と呼ばれていたことがわかる。

## 系譜
- 父：八条実俊（?-1238）
- 母：春華門院大進 - 佐々木判官定綱娘
- 猶父：洞院実雄（1219-1273）
- 妻：不詳
  - 女子